# Seven Springs (Carolina del Nord)
Seven Springs è un comune degli Stati Uniti d'America, situato in Carolina del Nord, nella contea di Wayne. Secondo il censimento del 2020 gli abitanti di Seven Springs ammontavano a 55.

## Storia
Nel dicembre 1862, durante la guerra civile americana, fu combattuta una battaglia nei pressi della città. La popolazione di Seven Springs raggiunse il picco nel 1960 con 207 residenti. Nel 1999 il fiume Neuse allagò la città durante l'uragano Floyd, facendo abbandonare la città a metà degli abitanti. L'uragano Matthew del 2016 e l'uragano Florence del 2018 portarono ad un ulteriore declino della città. Nel 2020, la città contava solo 55 residenti.